# LVCI 91–100
Az LVCI 91–100 egy szerkocsis gőzmozdonysorozat volt az osztrák-magyar Lombardisch-venetianischen und central-italienischen Eisenbahn-Gesellschaft (LVCI) magánvasút-társaságnál.
A tíz gőzmozdonyt a Parent-Schaken szállította az LVCI-nak 1858-ban. Ott a 91-100 pályaszámokat (más források szerint 101-110) kapták. A Déli Vasút (SB) a 6+. sorozatába osztotta a mozdonyokat. 1867-ben a tíz mozdony a Strade Ferrate Alta Italia-hoz (SFAI) került.
A Rete Adriatica-en át még egyetlen mozdony a sorozat mozdonyai közül az FS állományába is bekerült 1196 pályaszámon. A további kilenc mozdonyt az RA 1899 és 1903 között selejtezte.

## Fordítás
- Ez a szócikk részben vagy egészben  a   LVCI 91–100 című német Wikipédia-szócikk ezen változatának fordításán alapul.  Az eredeti cikk szerkesztőit annak laptörténete sorolja fel. Ez a jelzés csupán a megfogalmazás eredetét és a szerzői jogokat jelzi, nem szolgál a cikkben szereplő információk forrásmegjelöléseként.